# 도관요소

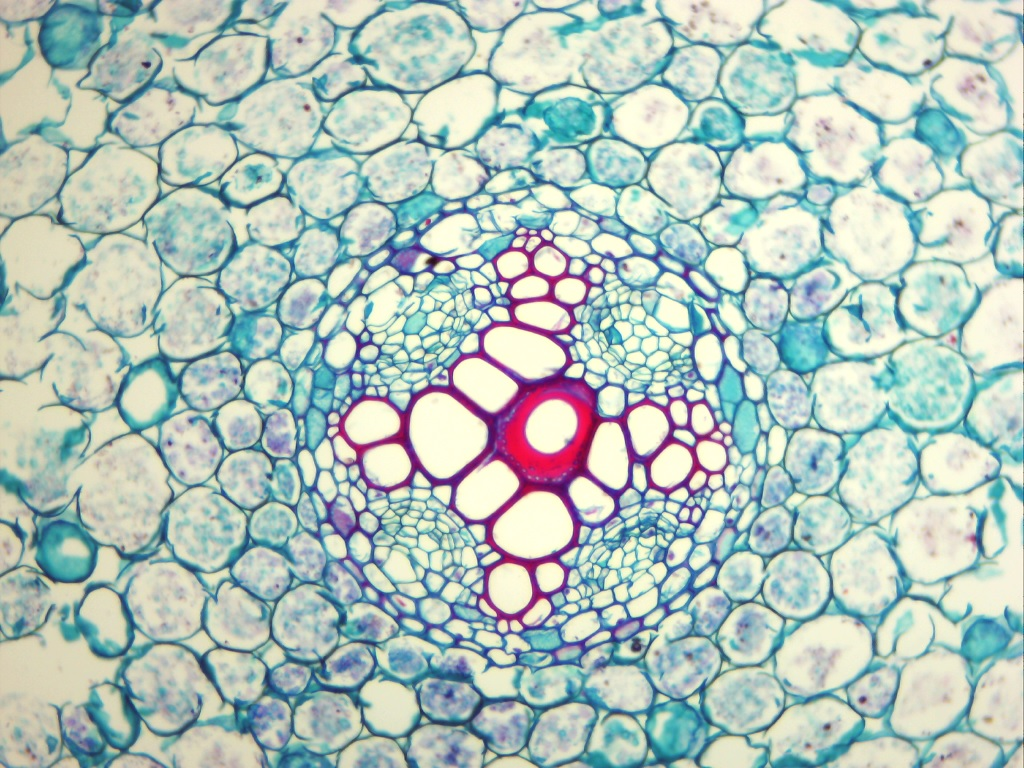
염색 후 보이는 도관요소. (400배 확대)

도관요소(vessel element, vessel member), 도관절은 식물의 조직을 구성하는 물관부에서 보이는 세포 유형의 하나로서, 도관(물관)을 이루는 개개의 세포이다.

## 물관
속씨식물의 공통적인 특징으로는 관다발에 물관이 있다는 것과 체관부에 반세포라는 세포가 있다는 점을 들 수 있다. 물관은 세로로 이어진 세포의 연결 부분이 관통되어 긴 관이 된 것인데, 양치식물이나 겉씨식물에서는 이러한 물관 대신 각 세포의 위아래가 뾰족하게 되어 접촉면이 편평하지 못하며, 또한 완전히 관통되어 있지 않은 헛물관으로 되어 있다. 따라서, 식물은 진화된 무리일수록 헛물관 대신 물관을 갖는다는 것을 알 수 있다. 한편, 반 세포는 체관 세포의 옆벽을 따라 배열된 편평하고 길쭉한 세포로 핵과 원형질을 가진 살아 있는 세포인데, 이것도 속씨식물에서만 찾아볼 수 있는 특징이다.

## 같이 보기
- 헛물관